# Juraj Horváth (umělec)
Juraj Horváth (* 25. prosince 1974 Bratislava) je český ilustrátor, grafik, grafický designér, vysokoškolský pedagog a nakladatel.

## Kariéra
Vystudoval na Vysoké škole uměleckoprůmyslové v Praze v ateliéru ilustrace a grafiky pod vedením profesora Jiřího Šalamouna. Absolvoval stáže v ateliéru fotografie (doc. Pavel Štecha) a písma a typografie (prof. Jan Solpera).

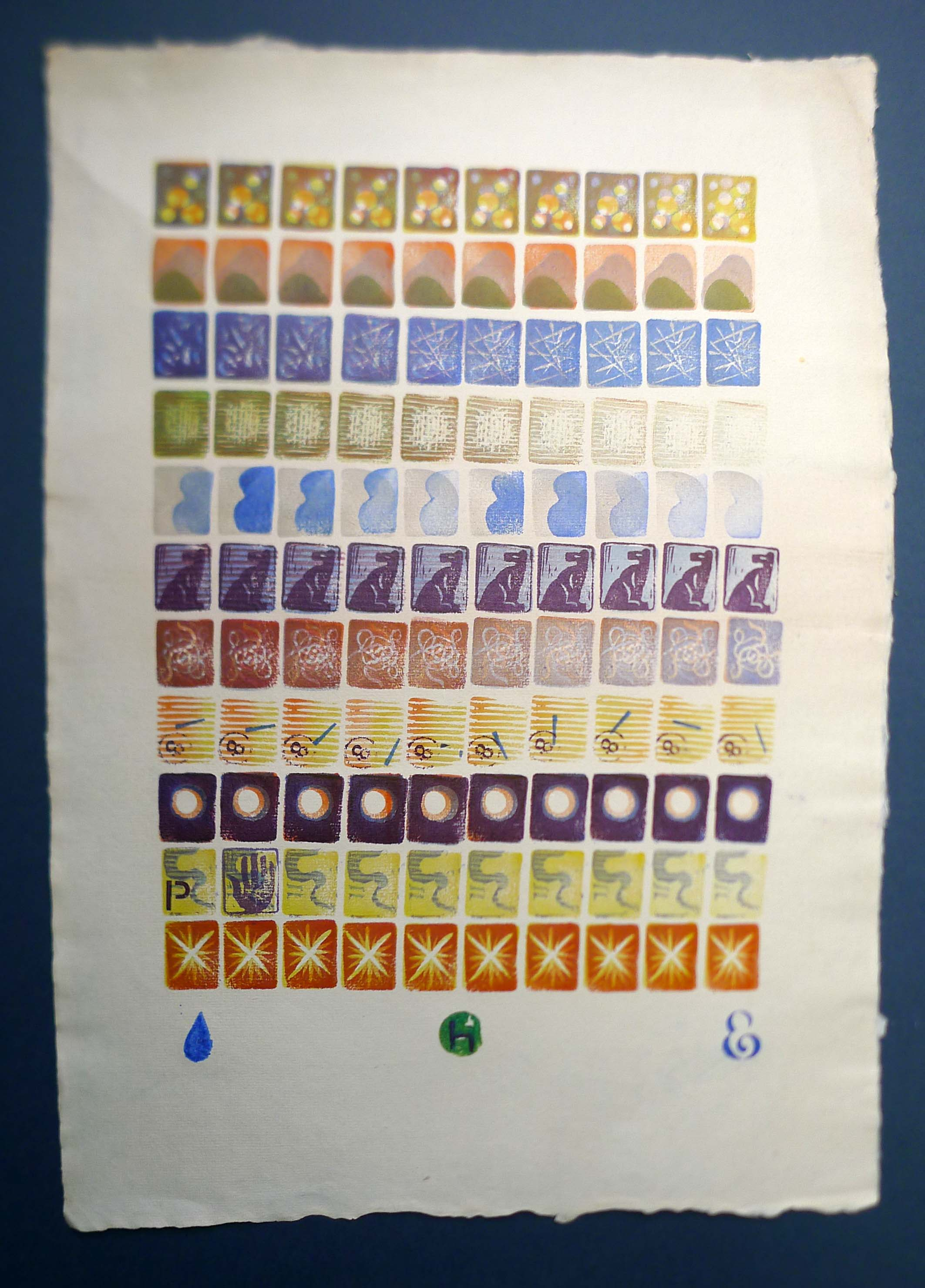
Mindterest (2017)

Věnuje se kresbě, volné grafice, grafickému designu, ilustraci a vydávání knih pro děti a mládež v nakladatelství Baobab, které vede se svou ženou Terezou Horváthovou. Stojí za pouličním projektem POPROSVET. Jako grafik a ilustrátor pracuje pro nakladatelství Argo, GplusG, Labyrint, Torst a Triáda. Publikoval v časopisech Souvislosti, Dotyk, Revolver Revue a Park. Od roku 2000 je autorem vizuálního stylu Mezinárodního festivalu dokumentárních filmů v Jihlavě. Od roku 2003 je vedoucím ateliéru ilustrace a grafiky na pražské VŠUP.
V letech 2010–2015 vytvářel výstavní program galerie Baobab, zaměřené na grafiku, autorskou knihu a ilustraci a jiné, spíše výtvarné než konceptuální proudy v současném umění. Od roku 2012 připravuje spolu s Janem Čumlivskim výtvarnou část mezinárodního festivalu malých nakladatelů Tabook v Táboře.
Ilustroval a graficky upravil desítky knih, například monografii Pavla Brázdy, edici knih nakladatelství GG, souborné dílo Jáchyma Topola, edici 20/20 nakladatelství NaMU a téměř všechny knihy nakladatelství Baobab (více než 150 titulů). Připravil výstavy světových i místních ilustrátorů a nakladatelů, například: Blexbolex (AM 180, Baobab, Tabook), Atak (Tabook, Baobab/Krymská, Goethe institute), Henning Wagenbreth, Bjorn Rune Lie & Alžběta Skálová, Gérard Lo Monaco, Katy Couprie, Tereza Říčanová, Corraini, Media Vaca, Dwie Siostry). 
V roce 2014 sestavil výstavu a monografii ilustrátora a spisovatele českého původu Miroslava Šaška.  V letech 2009 a 2011 uspořádal v českém pavilonu na Veletrhu dětské knihy v Bologni výstavu ilustrátorů a výtvarníků věnujících se autorské knize pro děti. Společně s Pavlou Pauknerovou v roce 2010 kurátorsky připravil výstavu BAOABC / Jak a proč vzniká kniha pro děti v Západočeské galerii v Plzni.
Za své ilustrace a knižní úpravy mnohokrát získal ocenění v soutěži Nejkrásnější české knihy roku. Kniha Příběhy z parní lázně byla na Lipském knižním veletrhu v roce 2001 oceněna titulem Nejkrásnější kniha světa.
Svoje práce doposud vystavoval především v negalerijních prostorách: Cibulka, Klub Wakata, čajovna Suzanne Renaud, Kontejner v Jihlavě, Banská Stanica a na společných expozicích. V roce 2007 měl samostatnou průřezovou výstavu pod názvem Last Cut měl v Galerii výtvarného umění v Chebu. V roce 2017 se v Slovenské národní galerii zúčastnil společné výstavy současné slovenské grafiky Drsná škola.

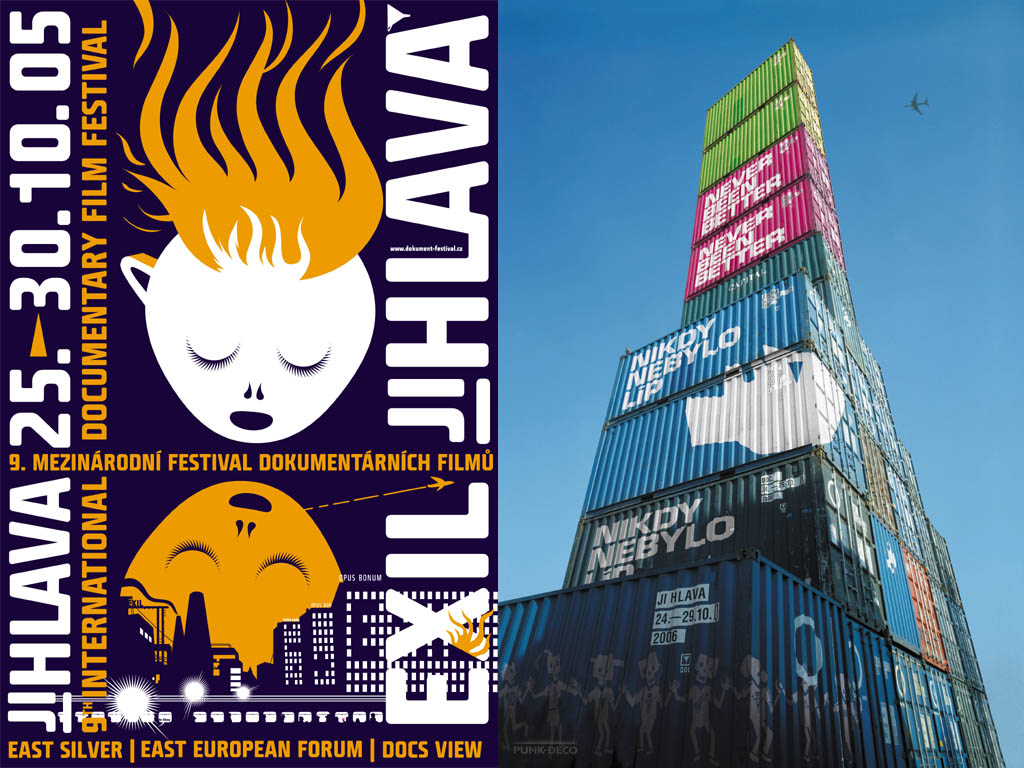
Plakáty pro Mezinárodní festival dokumentárních filmů Ji. hlava (2005 a 2006)

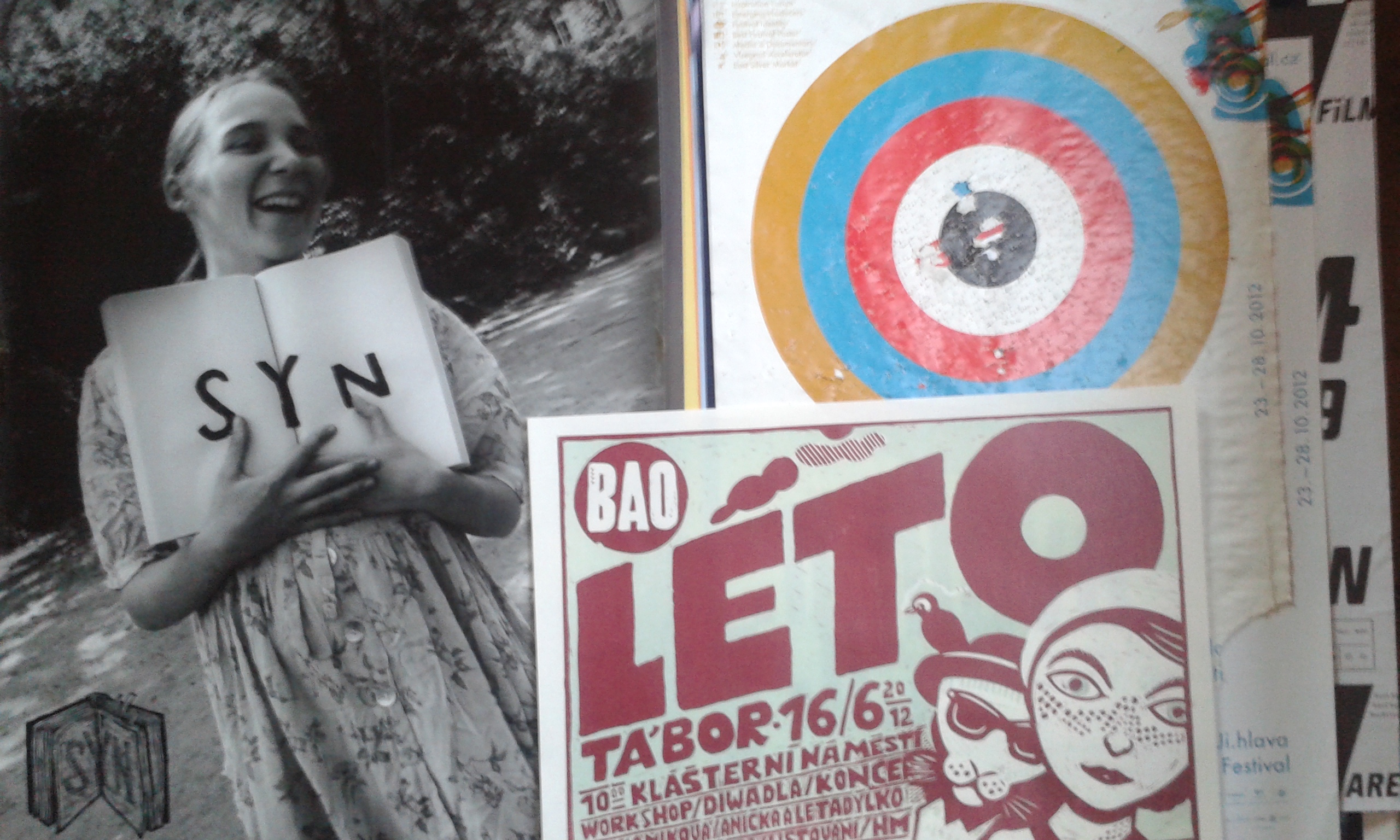
Různé plakáty — Syn knihy, Baobabí léto, Ji.hlava

## Dílo

### Knižní ilustrace
- Peter Pištanek: Rivers of Babylon 2 (pod pseudonymem L. C., Bratislava 1993)
- Peter Pištanek: Skazky o Vladovi (pod pseudonymem L. C., Bratislava 1994)
- T. Machoninová: Dráhy (VŠUP, 1997)
- Karel Poláček: Bylo nás pět (KK 1998)
- Eduard Bass: Klapzubova jedenáctka (KK 1999)
- T. Machoninová: Krátká hra o Petrušce (in revue Souvislosti 1999)
- Christian Morgenstern: Šibeniční písně (Labyrint, 1999)
- Tomáš Pěkný: Coletka a pes (Dauphin, 2000)
- Karel Čapek: Podpovídky (Labyrint, 2000)
- Herbert Schwarz: Příběhy z parní lázně (Argo, 2000)
- Truman Capote: Tři povídky (Argo, 2000)
- Skutky Apoštolů (Romsky, GplusG, 2000)
- Fernando Pessoa: Ďáblova hodina (Argo, 2001)
- Marka Míková: Roches a Bžunda (Baobab, 2001)[11]
- Jaroslav Rudiš: Nebe pod Berlínem (Labyrint, 2002)
- Jiří Dvořák: Slepice a televize (Baobab, 2003)
- Tereza Horváthová: Modrý tygr (Baobab, 2004/05)
- Jáchym Topol: Kloktat dehet (Torst 2007)
- Tereza Horváthová: Max a Saša aneb zápisky z našeho domu (2009)
- Peter Rákos: Korvína aneb Kniha o havranech (2009)
- J. C. Mourlevat: Zimní Bitva (Baobab, 2008),
- Sylva Fischerová: Egbérie a Olténie (Baobab, 2011)
- 12 nejmenších pohádek (Baobab, 2011)
- 12 malých hororů (Baobab, 2013), Vratislav Maňák: Muž z hodin (Albatros, 2014),
- Marka Míková: Žvejkačky (Baobab, 2015)
- 12 Ukolébavek (Baobab, 2016)
- Patrick Chamoiseau: Byl jednou jeden zázrak (Baobab, 2018)

## Galerie

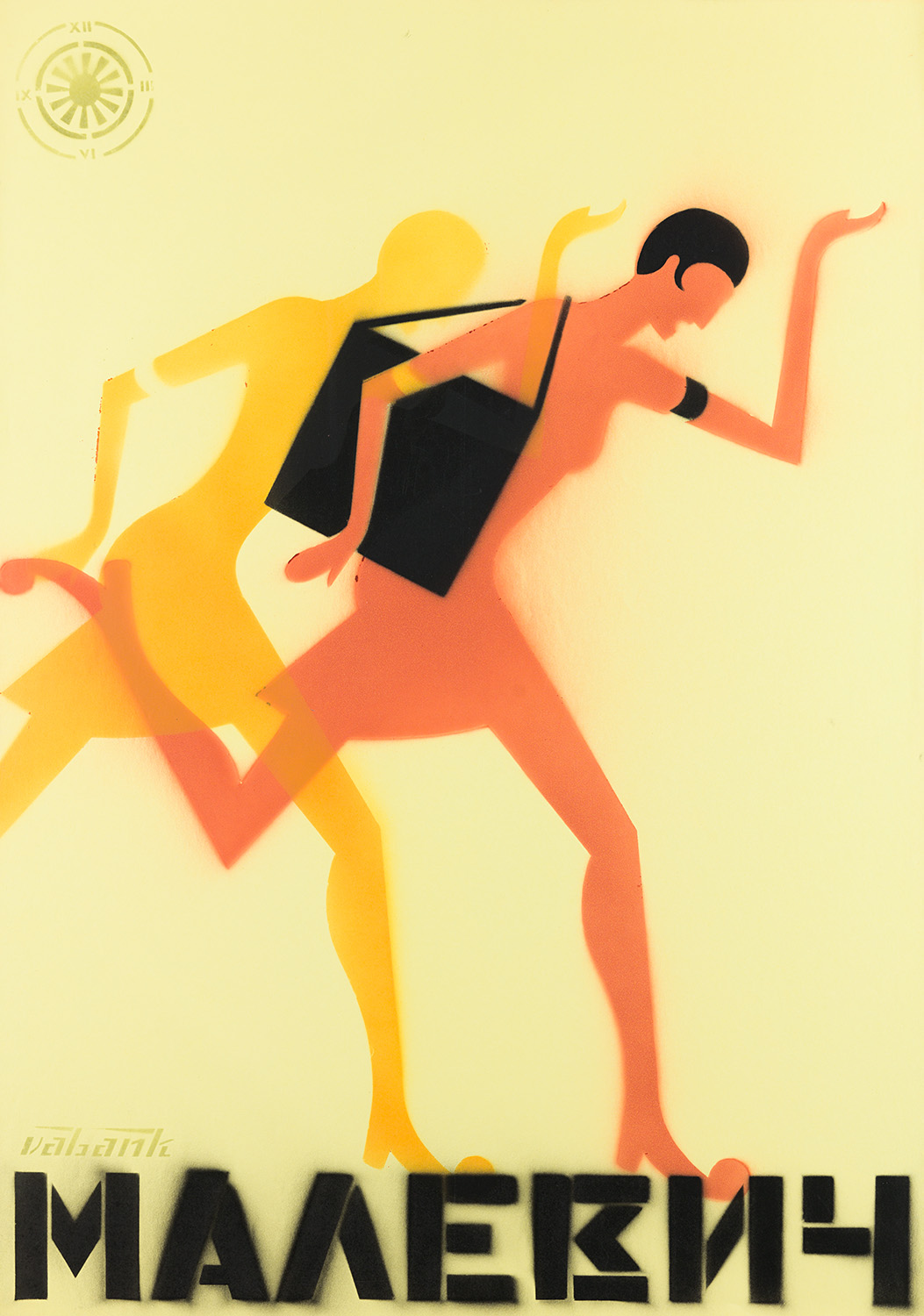
POPROSVET Série šablonových plakátů pro město a ulici (1999)
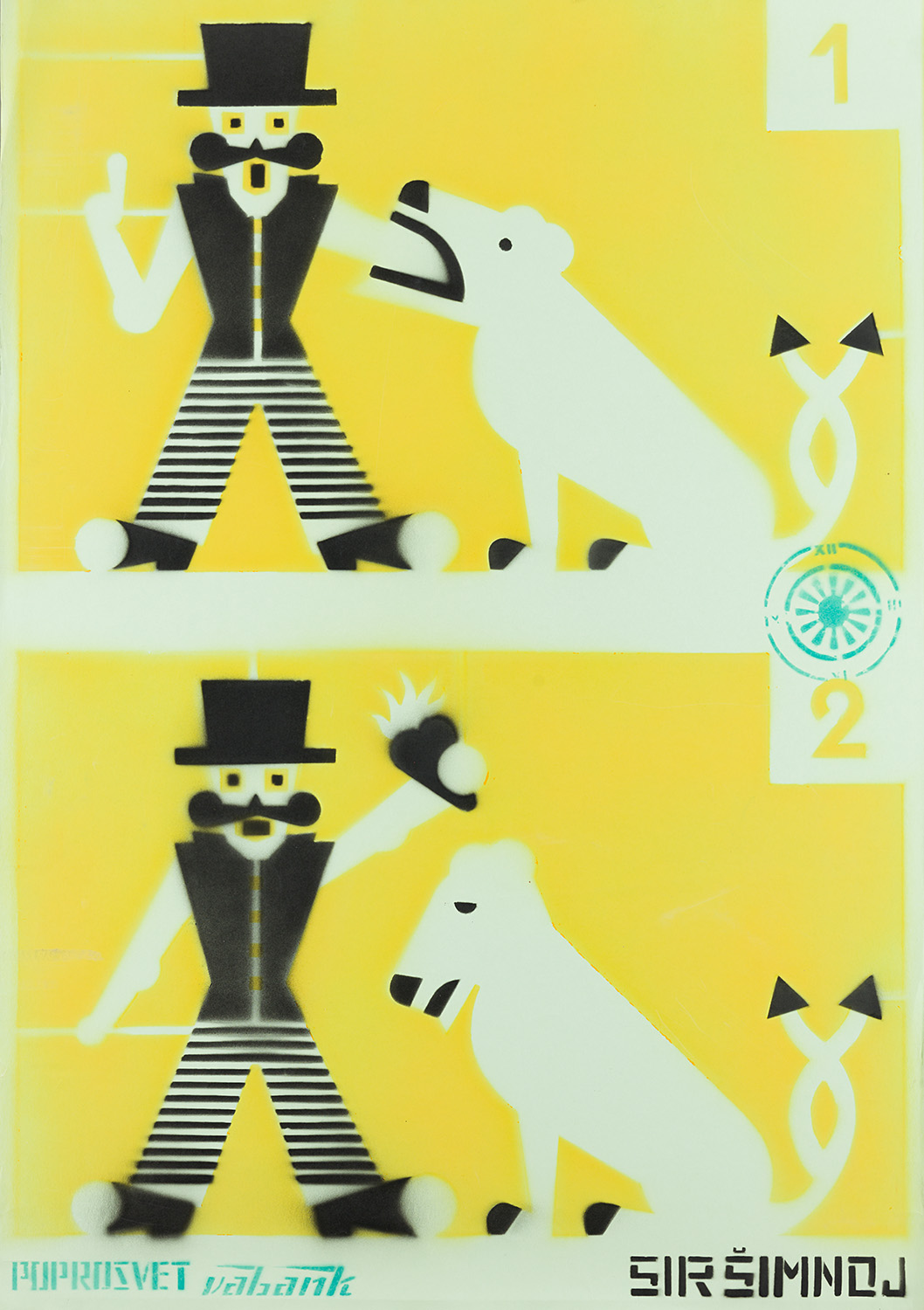
POPROSVET Série šablonových plakátů pro město a ulici (1999)
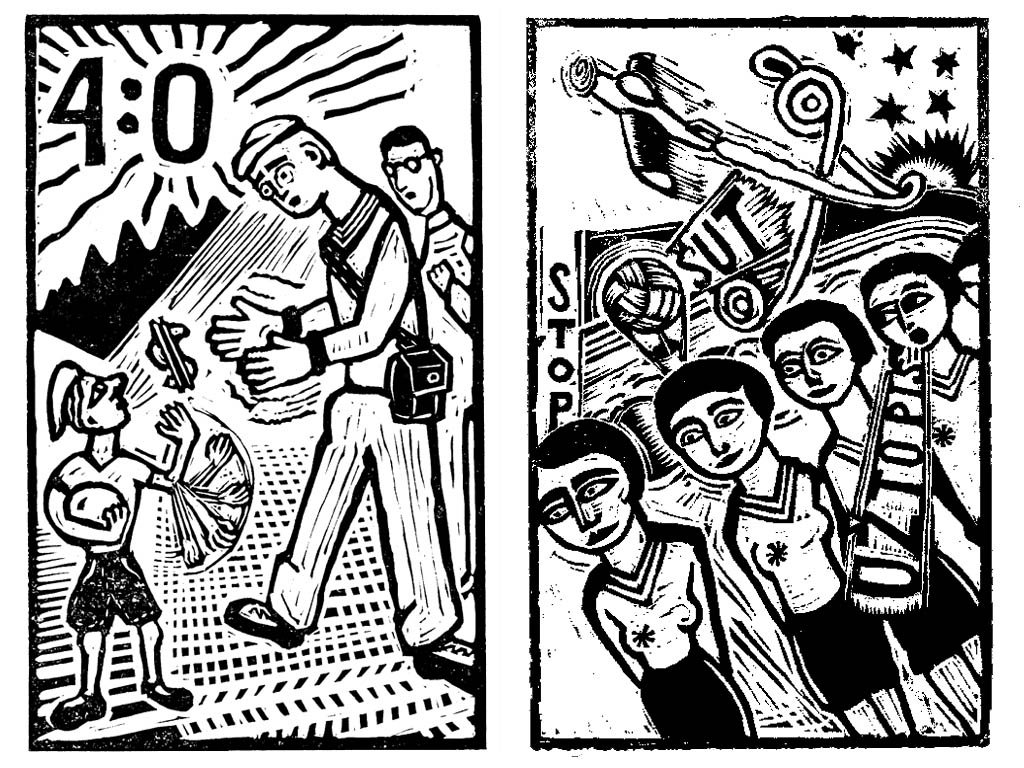
Klapzubova jedenáctka, knižní ilustrace (1999)
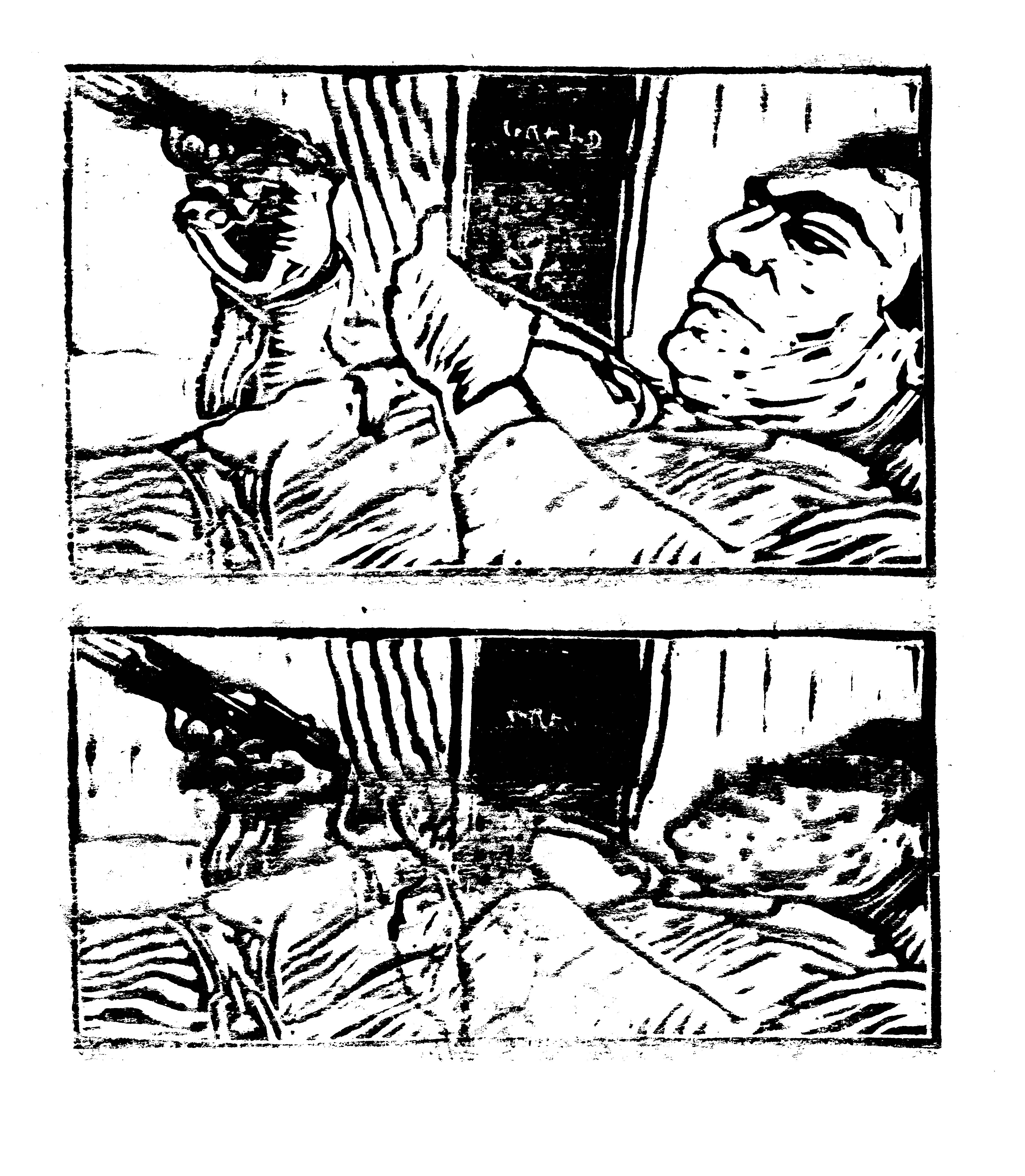
Syn karty poštovej (Lemuel Caution), knihtisk (1994)

## Ocenění
- Nejkrásnější kniha světa (2001)
- Bologna Ragazzi Award 2019 (Grafická úprava knihy Panáček, pecka, švestka, poleno a zase panáček)
- Nejkrásnější česká kniha roku 2004 (Grafická úprava knihy Říkadla a kecadla)
- Nejkrásnější česká kniha roku 2005 (Grafická úprava knihy Kozí Knížka)
- Nejkrásnější česká kniha roku 2006 (Grafická úprava knihy Kočička z kávové pěny)
- Nejkrásnější česká kniha roku 2007 (Grafická úprava knihy Poklad Starého brouka)
- Nejkrásnější česká kniha roku 2008 (Grafická úprava knihy Chrudošův MIX přísloví)
- Nejkrásnější česká kniha roku 2009 (Grafická úprava knihy Cirkus Chauve)
- Nejkrásnější česká kniha roku 2010 (Grafická úprava knihy Noemova archa)
- Nejkrásnější česká kniha roku 2011 (Grafická úprava knihy 12 nejmenších pohádek])
- Nejkrásnější česká kniha roku 2012 (Grafická úprava knih Rostlinopis, 12 hodin s Oskarem)
- Nejkrásnější česká kniha roku 2014 (Grafická úprava knihy Jak zvířata spí)
- Nejkrásnější česká kniha roku 2015 (Grafická úprava knih Žvejkačky, To je Praha)
- Nejkrásnější česká kniha roku 2016 (Grafická úprava knihy Řeka, která teče pozpátku)
- Nejkrásnější česká kniha roku 2017 (Grafická úprava knih Panáček, pecka..., Ztracený deník profesora z Essexu)
- Nejkrásnější česká kniha roku 2018 (Grafická úprava knih Moc a Vzdor, Ruzká klazika, Byl jednou jeden zázrak)

- Zlatá stuha 2012 (Ilustrace: Egbérie a Olténie)
- Zlatá stuha 2015 (Ilustrace: Muž z Hodin, Nakladatelský počin: To je M. Šašek)
- Zlatá stuha 2016 (Ilustrace: Žvejkačky)